# Дорстен
Дорстен (нім. Dorsten) — місто в Німеччині, знаходиться в землі Північний Рейн-Вестфалія. Підпорядковується адміністративному округу Мюнстер. Входить до складу району Реклінггаузен.
Площа — 171 км2. Населення становить 74 515 ос. (станом на 31 грудня 2020).